# Carebara rothneyi
Carebara rothneyi  (лат.) — вид очень мелких муравьёв рода Carebara из подсемейства Myrmicinae (Formicidae). Эндемик Индии.

## Описание
Мелкие муравьи желтовато-коричневого цвета. Длина тела самок составляет менее 5 мм. Усики 9-члениковые. Постпетиоль не шире своей длины (у сходного вида Carebara asina постпетиоль поперечный). Рабочие и самцы не описаны.

## Систематика
Вид был описан в 1902 году швейцарским мирмекологом Огюстом Форелем по материалам из Индии под первоначальным названием Oligomyrmex rothneyi Forel, 1902. В 2004 году включён в состав рода Carebara (Fernández, 2004). Валидный статус был подтверждён в 2013 году в ходе ревизии местной фауны индийскими энтомологами Химендером Бхарти (Himender Bharti; Department of Zoology and Environmental Sciences, Punjabi University, Патиала, Пенджаб, Индия) и Ракешем Кумаром (Rakesh Kumar, 2013). Относят к трибе Solenopsidini.